# Kolomuty
Kolomuty település Csehországban, a Mladá Boleslav-i járásban. Kolomuty Březno, Dobrovice, Řepov és Židněves településekkel határos. Lakosainak száma 452 fő (2024. január 1.).

## Népesség
A település lakosságának változását az alábbi diagram mutatja:
| Lakosok száma | 162  | 156  | 164  | 150  | 167  | 301  | 326  | 389  | 446  | 452  |
|               | 1869 | 1900 | 1921 | 1961 | 1980 | 2011 | 2016 | 2019 | 2021 | 2024 |